# La Partie d'échecs
Pour les articles homonymes, voir La Partie d'échecs (homonymie).
Pour plus de détails, voir Fiche technique et Distribution.
La Partie d'échecs est un film français, réalisé par Yves Hanchar sorti en 1994.

## Synopsis
Ambroise rencontre Max, un enfant taciturne, et découvre qu'il a un don extraordinaire aux échecs. Voulant en profiter, il l'accompagne et l'élève, et une fois adulte, le fait jouer contre Lord Staunton, le plus condescendant des champions du moment, à l'occasion d'un tournoi organisé par la marquise de Theux, férue de sciences et de jeu, dans son élégant château. La marquise donnera sa fille, la ravissante Anne-Lise, au vainqueur de ce tournoi.

## Fiche technique
- Réalisation : Yves Hanchar
- Origine :  France /  Belgique /  Suisse
- Durée : 110 minutes
- Genre : comédie dramatique
- Date de sortie : 19 octobre 1994

## Distribution
- Pierre Richard : Ambroise, le pasteur
- Catherine Deneuve : la marquise de Theux
- Denis Lavant : Max
- Antoine Goldschmidt : Rictus
- James Wilby : Lord Staunton
- Delphine Bibet : Suzanne
- Hilde Heijnen : Anne-Lise

## Autour du film
Tous les personnages sont fictifs, à l'exception de Lord Staunton.